# Andrei Pintilie
Andrei Pintilie (n. 28 ianuarie 1950, Brăila, județul Brăila – d. 3 noiembrie 1994, București) a fost un istoric, critic de artă, muzeograf și poet român, autor al unor studii fundamentale despre arta românească interbelică, specializat în expresionism și ecourile sale ulterioare în arta românescă, precum și în avangarda istorică.

## Biografie
S-a născut în 28 ianuarie 1950 la Brăila ca fiu al scriitorului Petru Pintilie și al Ileanei Ligia, născută Demian. Prin mamă a primit o ascendență bănățeană și ardelenească de care s-a simțit mereu foarte legat.
Sora lui - istoricul și criticul de artă Ileana Pintilie Teleagă.
După studiile primare și medii, a absolvit recunoscutul liceu ”Nicolae Bălcescu” din Brăila (1967). 
A început să scrie poezie și a debutat ca elev în 1965 în revista Albina. Debutul nu a trecut neobservat fiind amintit de Nicolae Dragoș în articolul „Colocviu liric. Ani de ucenicie”, în Scînteia Tineretului, an 21, nr. 5129, 12 noiembrie 1965.
Între 1967-1972 a studiat Istoria și Teoria Artei la Institutul de Arte Plastice “N. Grigorescu” din București; s-a specializat în artă modernă românească în context european.
Ca student întreprinde o călătorie de studii și documentare în Germania.
În 1970 se căsătorește cu o colegă, Ileana Mateescu, în 1972 se naște fiica lor, Alice.
Pe lângă cercetările și textele de istoria artei și de critică continuă să scrie poezie, fără a fi reușit să le adune într-un volum.
Se stinge în 1994 la numai la 44 de ani.

## Activitate publică
Își începe cariera profesională ca muzeograf la Muzeul Brukenthal din Sibiu, unde a rămas în perioada 1972-1975.
A fost curatorul mai multor expoziții la Sibiu și Mediaș:
- Artă transilvăneană modernă, la Mănăstirea franciscană din Mediaș, 1973;
- Reorganizarea Galeriei Naționale a Muzeului Brukenthal, 1974, cu o sală pentru artiștii sași.
Cercetează arta transilvană în general și se ocupă în mod special de arta germană din sudul Transilvaniei (Hermann Konnerth, Hans Eder, Hans Hermann, Ernst Honigberger, Grete Csaky-Copony, Trude Schullerus etc). Din această perioadă datează studiile sale despre artiștii expresioniști germani din Transilvania, dar și despre George Alexandru Mathéy, studii pe care le-a publicat în reviste de specialitate.
Scrie cronică plastică la revista Transilvania.
În 1975 se transferă muzeograf la Oficiul pentru Patrimoniu Cultural Național din București. Din noua sa poziție, cercetează importante colecții private din capitală, dobândind o expertiză recunoscută, iar acest fapt se va oglindi în cercetările și studiile întreprinse în acei ani și publicate ulterior în reviste de specialitate.
Din 1980 a ocupat prin concurs un post de cercetător la Institutul de Istoria Artei al Academiei Române; începe o perioadă rodnică de creație științifică ocupându-se de expresionismul în arta românească și de mișcările de avangardă. Se dedică unor personalități ale acestei mișcări, cum ar fi Corneliu Michăilescu și M. H. Maxy, studiază expresionismul, integralismul, suprarealismul și constructivismul, cercetând inclusiv ecourile acestor curente în arta contemporană.

## Opera

### Volume
- Alexandru Phoebus, Monografie, Meridiane, București, 1987;
- Ochiul în ureche. Studii de artă românească, Meridiane, București, 2002, ed. Ileana Pintilie, prefață de Gheorghe Vida, evocare de Mihai Olos
- Efect de cortină. Poezii (1966-1986), Charmides, Bistrița, 2017, ed. Ileana Pintilie, Cuvânt înainte Ruxandra Demetrescu

### Colaborări la volume colective
- Ghidul Galerie de Artă, Muzeul Brukenthal, capitolele privind pictura (p. 20-28) și sculptura românească (p. 31-33), Meridiane, București, 1975;
- Tendences constructivistes dans l’art roumain contemporain, studiul a apărut inițial în RHHA, tom XX, 1983, p. 21-29. A fost reluat în limba maghiară în volumul antologic: Látvány és gondolat (Viziune și idee. Scrieri despre artă contemporană românească), antologie de Gheorghe Vida, Kriterion, București, 1991, p. 76-97;
- Considerații asupra mișcării de avangardă în plastica românească, în volumul București, anii 1920-1940. Între avangardă și modernism, Simetria, București, 1994, p. 27-38.

### Dicționare, lexicoane de artă
- The Dictionary of Art, Macmillan, London, 1996 - fișa despre Corneliu Michăilescu

### Studii în reviste științifice
- Expresionistische Künstler im südlichen Siebenbürgen, în Forschungen zur Volks und Landeskunde, Sibiu, 19/1, 1976, p. 101-105
- Tache Soroceanu, pictor și critic plastic (1897-1969), în Revista Muzeelor și Monumentelor Istorice, Muzee, nr. 2, 1976, p. 65-70
- Un artist român în Germania veacului XX - George Alexandru Mathéy, în Studii și comunicări, Galeria de Artă, 1, Muzeul Brukenthal, Sibiu, 1978, p. 61-74
- Elemente pentru o redescoperire a lui Corneliu Michăilescu, I, Studii și Cercetări de Istoria Artei (SCIA), tom 26, 1979, p. 89-117
- Tendences constructivistes dans l’art roumain contemporain, în Revue Roumain d’Histoire de l’Art (RHHA), tom XX, 1983, p. 21-29
- Considération sur le mouvement roumain d’avangarde, în RHHA, tom XXIV, 1987, p. 47-59
- Eugene Ionesco critique d’art, în RHHA, tom XXX, 1993, p. 66-69
- M. H. Maxy, un clasic al modernismului românesc. Fragment de monografie, în SCIA, tom 44, 1997, p. 59–70.

### Articole dedicate avangardei în periodice culturale
- George Alexandru Mathéy: lumea văzută printr-un diamant, în Arta, nr. 9, 1977, p. 24–26
- Pentru o redescoperire a lui Corneliu Michăilescu (Fișe de istoria artei românești), în Arta, nr. 8, 1979, p. 34–35
- Tudor Arghezi - Camil Ressu, o prietenie exemplară, urmat de antologia Tudor Arghezi despre Camil Ressu, în Arta, nr. 9-10, 1980, p. 50-51
- Grete Csaki-Copony, în Transilvania, nr. 7, 1980
- O istorie socială a muzeelor, în Arta, nr. 3, 1981
- Ion Minulescu și artele plastice (Interferențe), în Arta, nr. 12, 1981
- Urmuz cu „U” de la umor, în Arta, nr. 12, 1983
- Personalități și grupări feminine în artele plastice, în Arta, nr. 1, 1986
- H. Bonciu și ecouri ale artei expresioniste în literatura interbelică (Interferențe), în Arta, nr. 11, 1987

### Colaborări în reviste culturale și periodice
Activitate publicistică (cronică plastică) în revistele Arta (1975-1994), Transilvania, Forschungen zur Volks und Landeskunde, Neue Literatur, Contemporanul, Expres, Contrapunct, Orizont etc.

### Dicționare
- Florica Cruceru, Alice Dinculescu, Istorici și critici de artă români (1800-1980), ed. ACS, Colecția științifică, București, 2021, pp. 191-192
- Enciclopedia reprezentanților scrisului istoric românesc, (coord. Victor Spinei, Dorina N. Rusu), Academia Română, Secția Științe Istorice și Arheologice, ed. Karl A. Romstorfer a Muzeului Național al Bucovinei, Suceava, 2021, pp. 179-180

### Tratatul de Istoria artei românești
- Arta din România din preistorie în contemporaneitate, ed. Academiei Române & ed. Mega, București - Cluj, 2018, vol. II, p. 423; p. 442; p. 698

### Volume, articole
- Gheorghe Vida, Andrei Pintilie (1950–1994), în SCIA, tom 42, 1995, p. 83
- Andrei Oișteanu Scriitori români și narcoticele. Experimentele doctorilor, revista 22, 12.06.2008
- Andrei Oișteanu Narcotice în cultura românească. Istorie, religie și literatură, Polirom, 2010, autorul citează abundent din textul lui Andrei Pintilie despre Corneliu Michăilescu
- Ruxandra Dreptu, Corneliu Michăilescu Călătorie prin imposibilul cotidian, ICR, București, 2013
- Delia Marinescu Pictura lui Corneliu Michăilescu și experiența onirică a mescalinei, în Astra Sabesiensis, Sibiu, an I, nr. 1, 2015
- Erwin Kessler Modernisation, démodernisation, remodernisation: M. H. Maxy, modèle de l’avant-garde roumaine, în Ligeia, 2009/2 nr. 93-96, pp. 170-180
- Dragoș Silviu Păduraru Printre eroi și antieroi. Marginalii la un roman de H. Bonciu, în AIC, nr 15, 1/2015, www.literaturacomparată.ro
- Florentina Chelaru Moldovan Rumänische Avantgarde Zwischenkriegzeit, Universität Wien, (lucrare de diplomă), 2013
- Valentina Iancu Egal. Artă și feminism în România modernă, catalog MNAR, Vellant, 2015
- Vladimir Bulat Olospolis efemer, în Observatorul cultural nr. 885 / 17.08.2017
- Editor Bianca Zbarcea, Lidia Vianu, Margareta Sterian Opera grafică, vol. I, Universitatea București, 2017
- Ruxandra Dreptu Andrei Pintilie, cu ochiul în ureche, în volumul: 70 de ani de la fondarea Institutului de istoria artei G. Oprescu, coordonator Adrian-Silvan Ionescu, Ediție îngrijită de Virginia Barbu și Ioana Apostol, Editura Academiei Române, București, 2020, pp 225-239